# Maestro dei Crocifissi blu

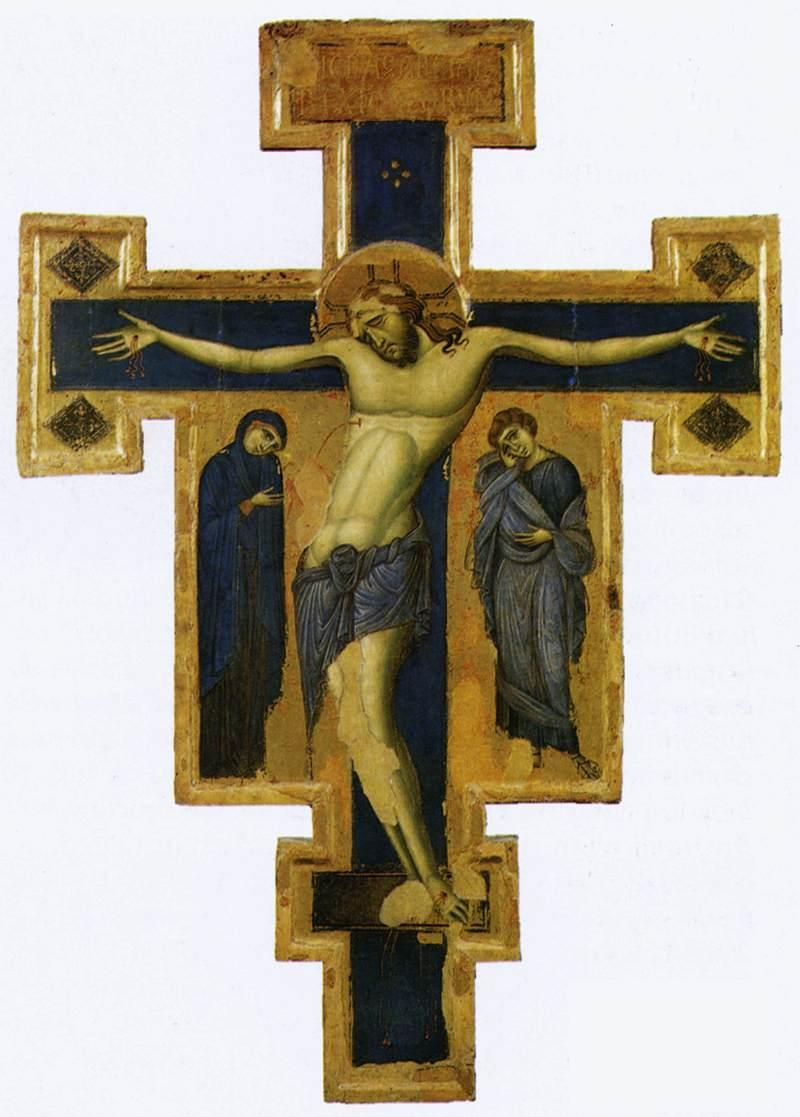
Crocifisso (XIII secolo), tempera su tavola, 109,5 x 77 cm.

Maestro dei Crocifissi blu (fl. XIII secolo) è stato un pittore italiano attivo in Umbria o Emilia durante la metà del XIII secolo.

## Biografia
È associato alla Basilica di San Francesco ad Assisi e potrebbe essere stato un assistente di Giunta Pisano, alla cui opera sono accostabili i suoi dipinti. Alcune sue opere sopravvivono, principalmente crocifissi da processione, da cui deriva il suo nome (insieme alla sua preferenza per la pittura dallo sfondo blu).